# نورکویه، ساسکاچوان
نورکویه (به انگلیسی: Norquay) یک منطقهٔ مسکونی در کانادا است که در ساسکاچوان واقع شده‌است. نورکویه ۱٫۶۹ کیلومتر مربع مساحت و ۴۸۵ نفر جمعیت دارد.